# Chorwacja
Chorwacja, Republika Chorwacji (chorw. Hrvatska, Republika Hrvatska) – państwo leżące na pograniczu Europy Środkowej i Europy Południowej, nad Morzem Adriatyckim i graniczące od południa z Bośnią i Hercegowiną oraz Czarnogórą, od wschodu z Serbią oraz Węgrami i Słowenią od północy. Od południowego zachodu ma dostęp do Morza Adriatyckiego. Od 1 lipca 2013 należy do Unii Europejskiej jako 27. członek wspólnoty (wcześniej 28.). Od 1 stycznia 2023 w strefie euro i Schengen.

## Historia
Do I wieku n.e. na terenie Chorwacji znajdowała się rzymska prowincja Iliria (łac. Illyricum). W I wieku n.e. została ona podzielona na dwie prowincje: Dalmację i Panonię.
Na początku VII wieku na tereny dzisiejszej Chorwacji przybyły plemiona Chorwatów. W 803 roku tereny Chorwacji Dalmatyńskiej zostały podbite i włączone do imperium Karola Wielkiego. Od VII do VIII wieku najeżdżały je plemiona Ostrogotów, Awarów i Słowian. W późniejszym czasie tereny Chorwacji stały się miejscem rywalizacji o wpływy: papiestwa, Wenecji i Węgier. W 925 powstało Królestwo Chorwacji.
W 1102 doszło do unii personalnej z Węgrami. Od XIV wieku i końca panowania Andegawenów na Węgrzech (1308–1395) nastąpił okres walk wewnętrznych. Po bitwie pod Mohaczem w 1526 Chorwacja dostała się pod panowanie Habsburgów. Część ziem znalazła się pod panowaniem Turków osmańskich, a stopniowy ich napór spowodował zajęcie praktycznie całego terytorium.
W XVIII wieku wpływy tureckie słabły, a w latach 1809–1813 Napoleon utworzył Prowincje Iliryjskie. W XIX wieku Chorwacja znalazła się w Cesarstwie Austriackim, a później w strefie wpływów Węgier (po 1867 w Krajach Korony Świętego Stefana, czyli węgierskiej części państwa). W części austriackiej pozostała Dalmacja, cieszyła się tam jednakże autonomią (własny sejm). Austriacy starali się wyzyskiwać konflikty węgiersko-chorwackie dla umocnienia dynastii habsburskiej (np. Chorwaci pomogli w stłumieniu powstania węgierskiego w 1848–1849).
W XIX wieku nasiliły się tendencje niepodległościowe. Po I wojnie światowej i rozpadzie Austro-Węgier w 1918 roku Chorwacja weszła w skład Królestwa SHS (Serbów, Chorwatów i Słoweńców), a w 1929 w skład Jugosławii.
W czasie II wojny światowej w roku 1941 faszystowskie ugrupowanie ustaszy na czele z Ante Paveliciem przejęło władzę, ogłosiło niepodległość i powstało Niepodległe Państwo Chorwackie (NDH). Terytorium Chorwacji sprzymierzonej wówczas z Niemcami obejmowało Chorwację właściwą (choć nie całą, część terytorium przyłączono do Włoch) oraz tereny dzisiejszej Bośni i Hercegowiny.
W maju 1945 NDH zostało zlikwidowane przez armię jugosłowiańską. Od 1945 po zakończeniu II wojny światowej Chorwacja została włączona do Jugosławii Josipa Broz-Tity (który sam był z pochodzenia Chorwatem).
W 1991 proklamowano niepodległość; rozpoczęła się wojna z Jugosławią (de facto z Serbią, wspomaganą przez oddziały czarnogórskie). W kwietniu 1992 do Chorwacji wkroczyły siły pokojowe ONZ. Konflikt rozwiązano po trzech latach (układ w Dayton). Na podstawie Rezolucji Rady Bezpieczeństwa ONZ nr 753 z 18 maja 1992 roku Chorwacja została członkiem ONZ.
Chorwacja rozpoczęła zabiegi o członkostwo w NATO.
Od początku lat 90. do śmierci w 1999 krajem w sposób autorytarny rządził Franjo Tuđman, przywódca nacjonalistycznej Chorwackiej Wspólnoty Demokratycznej (HDZ). W 2000 w wyborach wygrały siły umiarkowane i nastąpiła demokratyzacja kraju: prezydentem został Stjepan Mesić, dawny antykomunistyczny opozycjonista. Rząd utworzyła koalicja zreformowanych postkomunistów z ludowcami, chadekami i partią liberalną, a na jego czele stanął Ivica Račan. Gabinet zabiegał o zbliżenie Chorwacji do struktur europejskich.
W 2003 HDZ powróciła do władzy. Dwa lata później Chorwacja rozpoczęła negocjacje w sprawie przyjęcia do Unii Europejskiej. W 2009 kraj dołączył do NATO. W 2011 zakończyły się negocjacje akcesyjne do UE. Traktat akcesyjny podpisano 9 grudnia 2011. 22 stycznia 2012 66,27% Chorwatów opowiedziało się za członkostwem w UE. 1 lipca 2013 Chorwacja dołączyła do UE.
Do 31 grudnia 2022 roku walutą Chorwacji była kuna. 1 stycznia 2023 roku kraj przystąpił do strefy euro i strefy Schengen.

## Geografia

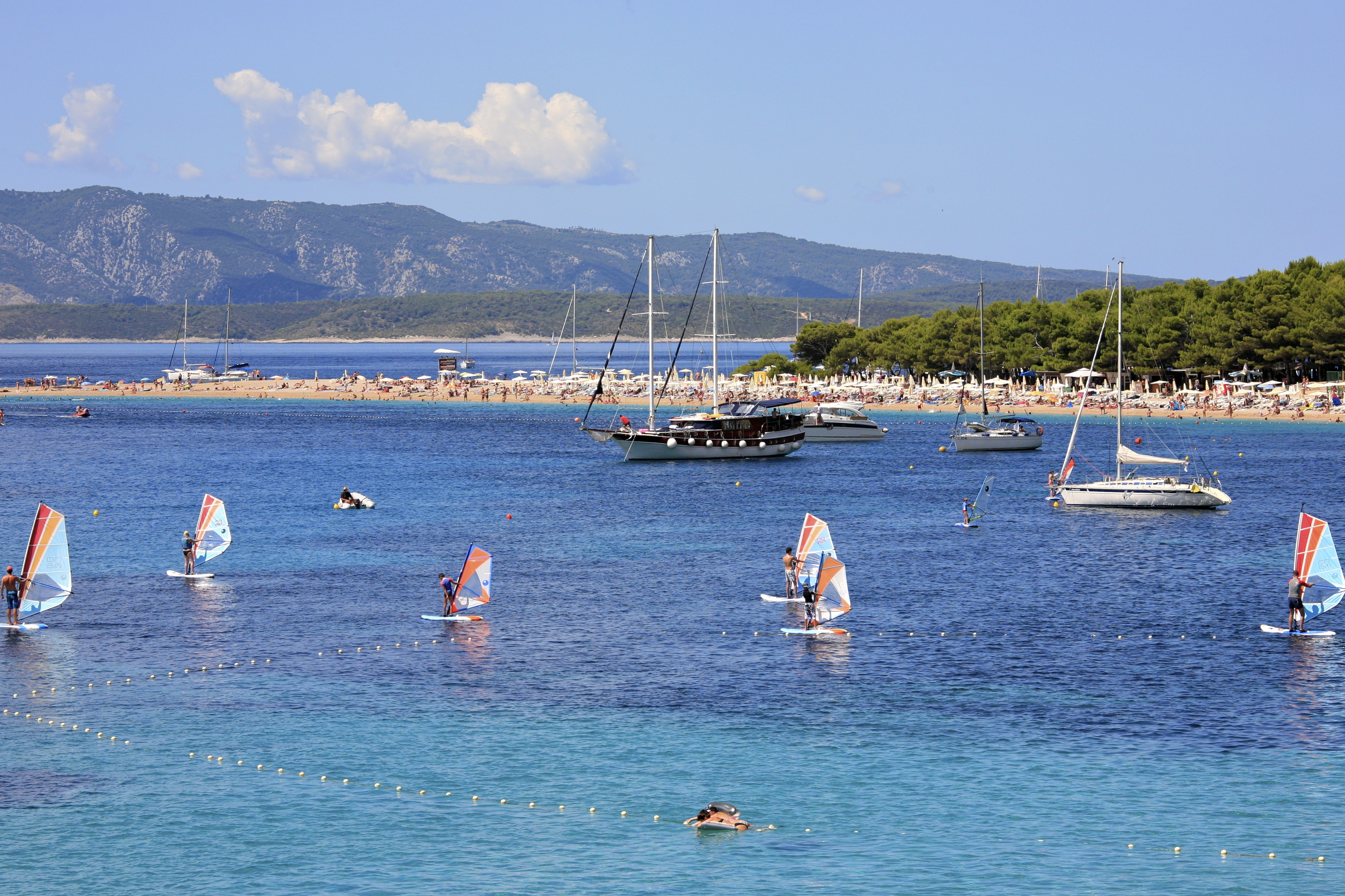
Brač

### Granice i punkty skrajne
- Całkowita długość granicy lądowej: 2237 km.
- Długość wybrzeża: 5835 km (łącznie z wyspami).
- Długość granic z sąsiadującymi państwami:
  - Bośnia i Hercegowina – 956 km,
  - Słowenia – 600 km,
  - Węgry – 348 km,
  - Serbia – 314 km,
  - Czarnogóra – 19 km.
- Najwyższy punkt: Troglaw 1913 m n.p.m. w paśmie Troglaw.
- Najniższy punkt: Morze Adriatyckie 0 m[16].

### Linia brzegowa Chorwacji

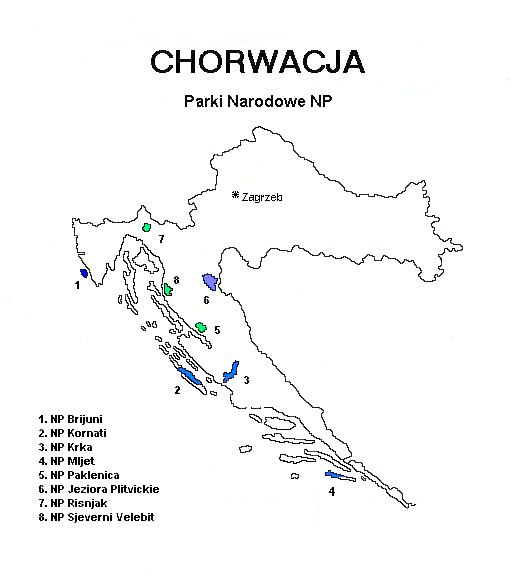
Parki narodowe w Chorwacji

Chorwacja ma bardzo urozmaicone, wyjątkowe w skali świata wybrzeże. Ten typ, z licznymi podłużnymi wyspami ustawionymi równolegle do linii brzegowej, został nazwany dalmatyńskim od nazwy chorwackiego wybrzeża.

### Parki narodowe
- Park Narodowy Wysp Briońskich (Nacionalni Park Brijuni)
- Park Narodowy Kornati (Nacionalni Park Kornati)[17]
- Park Narodowy Krka (Nacionalni Park Krka)
- Park Narodowy Mljet (Nacionalni Park Mljet)
- Park Narodowy Paklenica (Nacionalni Park Paklenica)
- Park Narodowy Jezior Plitwickich (Nacionalni Park Plitvička jezera)[18]
- Park Narodowy Risnjak (Nacionalni Park Risnjak)
- Park Narodowy Welebitu Północnego (Nacionalni Park Sjeverni Velebit)

## Podział administracyjny Chorwacji

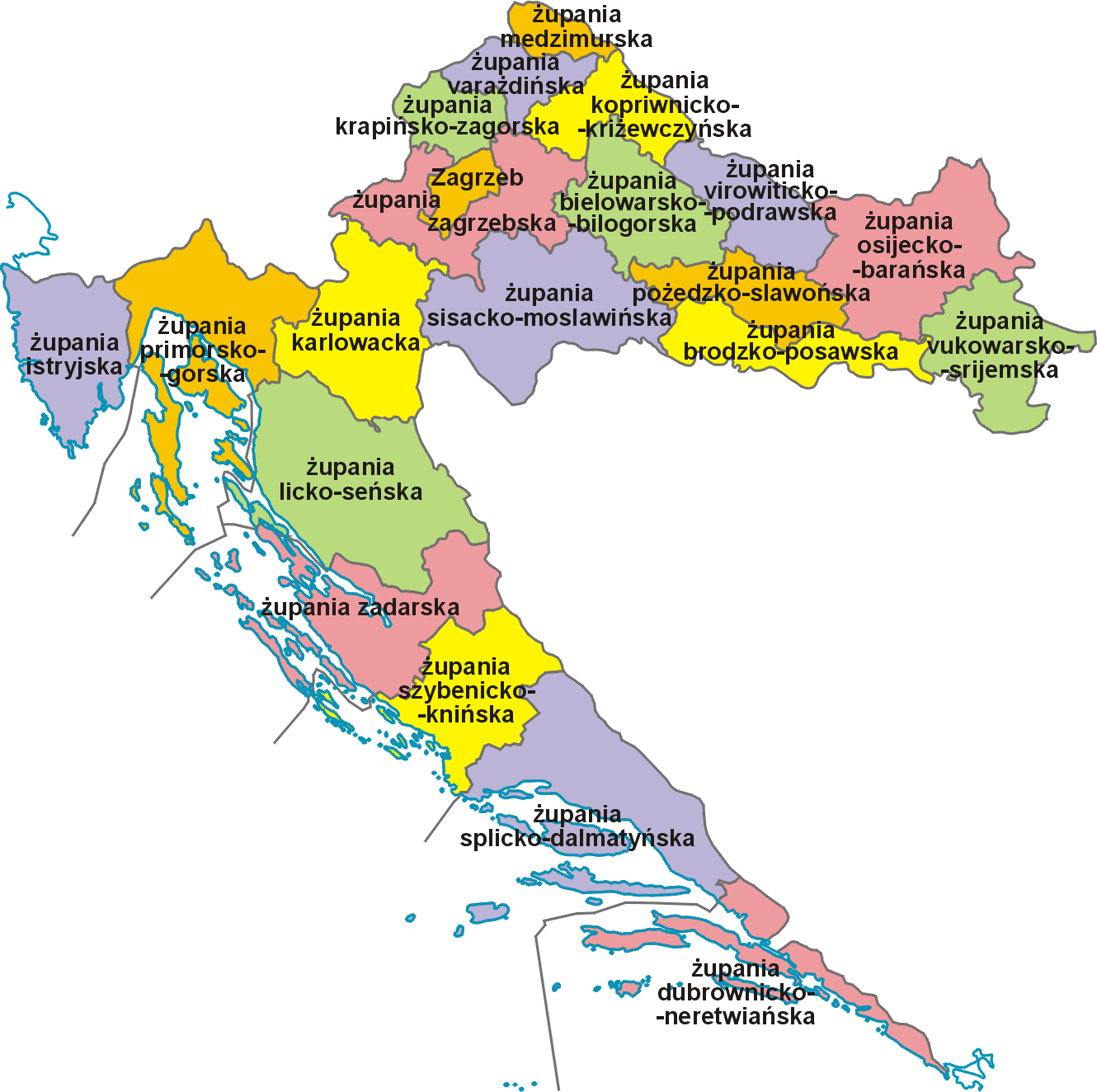
Podział administracyjny Chorwacji

Chorwacja podzielona jest na 20 żupanii (chorw. županija) + 1 miasto wydzielone (Zagrzeb).
1. żupania zagrzebska
2. żupania krapińsko-zagorska
3. żupania sisacko-moslawińska
4. żupania karlowacka
5. żupania varażdińska
6. żupania kopriwnicko-kriżewczyńska
7. żupania bielowarsko-bilogorska
8. żupania primorsko-gorska
9. żupania licko-seńska
10. żupania virowiticko-podrawska
11. żupania pożedzko-slawońska
12. żupania brodzko-posawska
13. żupania zadarska
14. żupania osijecko-barańska
15. żupania szybenicko-knińska
16. żupania vukowarsko-srijemska
17. żupania splicko-dalmatyńska
18. żupania istryjska
19. żupania dubrownicko-neretwiańska
20. żupania medzimurska
21. Zagrzeb (miasto wydzielone)

## Ustrój polityczny
Chorwacja jest wielopartyjną republiką parlamentarną na podstawie konstytucji z 1990 roku (zmodyfikowanej w 1999 i 2001 roku), z silną pozycją parlamentu. Do 2000 roku pozostawała krajem autorytarnym.
Mimo że wśród Słowian Chorwaci cieszą się najstarszą tradycją państwowości, to Republika Chorwacji jest jednym z najmłodszych państw europejskich. Jej konstytucja została uchwalona 22 grudnia 1990 r., a państwo zostało uznane za samodzielne przez międzynarodową wspólnotę 15 stycznia 1992 r. System prawa został przystosowany do współczesnego ustawodawstwa europejskiego.
Chorwacja stała się krajem demokracji parlamentarnej, którego system polityczny opiera się na poszanowaniu praw człowieka, rządach prawa, równouprawnieniu wspólnot narodowych, nienaruszalności własności osobistej, sprawiedliwości społecznej i wielopartyjności.
W Chorwacji funkcjonuje 18-związkowy system partyjny. Do najbardziej liczących się partii politycznych należą Chorwacka Wspólnota Demokratyczna, Chorwacka Partia Socjalliberalna, Partia Socjaldemokratyczna oraz Partia Prawa.
Kraj administracyjnie dzieli się na 21 żupanii.
Głową państwa jest prezydent, wybierany w wyborach powszechnych na 5 lat, z prawem powoływania rządu, łącznie z premierem – szefem rządu.
Chorwacki model demokracji parlamentarnej opiera się na podziale władzy.
Władza ustawodawcza należy do jednoizbowego parlamentu – Zgromadzenia Chorwackiego (Saboru) – złożonego z różnej liczby członków (w zależności od ilości głosujących), wahającej się jednak od 100 do 160 deputowanych. Sabor działa na zasadzie sesyjności. Pierwsza sesja trwa od 15 stycznia do 30 lipca, druga od 15 września do 15 grudnia.
Każda sesja rozpoczyna się od odśpiewania hymnu Chorwacji „Nasza piękna Ojczyzno” (Lijepa naša domovino). Osiem dni przed rozpoczęciem obrad nowej sesji każdy z przedstawicieli Saboru otrzymuje od przewodniczącego zarys harmonogramu posiedzeń, który obejmuje wnioski parlamentarzystów i rządu oraz projekty aktów normatywnych, będących przedmiotem debat i głosowań na posiedzeniach plenarnych. Deputowani mają możliwość składania wniosków o uzupełnienie porządku obrad, zgłaszając projekty ustaw do czasu rozpoczęcia sesji. Przewodniczący Saboru ma obowiązek przedłożyć te propozycje na forum izby w terminie do 30 dni (wnioski o materii ustawowej) lub do 15 dni (wnioski w innych sprawach).
Pierwsze posiedzenie nowo wybranego parlamentu odbywa się nie później niż dwudziestego dnia od chwili ogłoszenia oficjalnych wyników wyborów. Członkowie Saboru wybierają wówczas następujące organy parlamentu: prezydium Saboru, w skład którego wchodzą przewodniczący i zastępcy przewodniczącego, sekretarza, komitety oraz komisje.
Każdy członek Saboru posiada immunitet formalny i immunitet materialny. Immunitet formalny chroni deputowanego przed zatrzymaniem przez organy ścigania (wyjątkiem jest tutaj ujęcie deputowanego na gorącym uczynku za czyny zagrożone karą pozbawienia wolności powyżej pięciu lat) oraz przed wszczęciem postępowania karnego za popełnione przestępstwa. Immunitet obejmuje także prawo odmowy zeznań w charakterze świadka we wszystkich rodzajach spraw sądowych. Immunitet materialny chroni deputowanego także po zakończeniu sprawowania mandatu przedstawicielskiego. Obejmuje sposób głosowania i treść wypowiedzi reprezentantów w trakcie posiedzeń plenarnych parlamentu oraz jego organów wewnętrznych.
W myśl regulaminu chorwackiego Saboru deputowani mają prawo tworzyć kluby parlamentarne na podstawie przynależności politycznej lub etnicznej. Klub parlamentarny może zostać utworzony przez: partię polityczną posiadającą co najmniej trzech deputowanych w parlamencie; co najmniej trzech przedstawicieli niezrzeszonych; deputowanych wybranych jako przedstawicieli mniejszości narodowych; dwie lub więcej partii politycznych, które mają co najmniej trzech deputowanych w parlamencie.
Władzę wykonawczą sprawuje rząd na czele którego stoi premier.

## Siły zbrojne
Chorwacja dysponuje trzema rodzajami sił zbrojnych: wojskami lądowymi, marynarką wojenną oraz siłami powietrznymi. Uzbrojenie sił lądowych Chorwacji składało się w 2014 roku z: 92 czołgów, 763 opancerzonych pojazdów bojowych, 27 dział samobieżnych, 50 wieloprowadnicowych wyrzutni rakietowych oraz 60 zestawów artylerii holowanej. Marynarka wojenna Chorwacji dysponowała w 2014 roku 9 okrętami obrony przybrzeża oraz jednym okrętem obrony przeciwminowej.
Wojska chorwackie w 2014 roku liczyły 21,3 tys. żołnierzy zawodowych oraz 102,7 tys. rezerwistów. Według rankingu Global Firepower (2014) chorwackie siły zbrojne stanowią 46. siłę militarną na świecie, z rocznym budżetem na cele obronne w wysokości 958 mln dolarów (USD).

Bandera wojenna
Proporzec chorwackiej marynarki wojennej
Bandera dowódcy marynarki wojennej
Bandera admirała
Bandera admirała floty
Bandera wiceadmirała
Bandera kontradmirała
Bandera komodora
Proporzec dowódcy floty
Proporzec dowódcy flotylli
Proporzec dowódcy dywizjonu
Proporzec dowódcy grupy okrętów

## Demografia

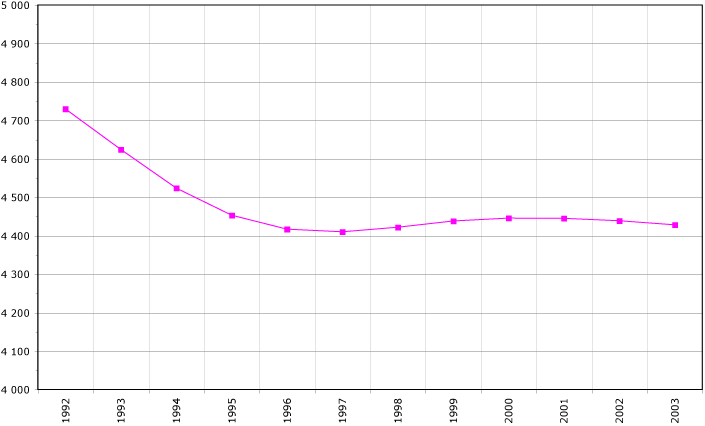
Zmiana liczby ludności Chorwacji w latach 1992–2003 (w tysiącach)

Chorwację zamieszkuje prawie 4,5 mln mieszkańców (4 493 312 w 2007). Istnieje tendencja spadkowa spowodowana głównie emigracją zarobkową do krajów zachodnich, ujemnym przyrostem naturalnym oraz emigracją Serbów do rodzinnego kraju – Serbii. Znaczna większość mieszka w miastach (64%); na wsi mieszka 36%.

### Struktura etniczna
| Struktura narodowości w Chorwacji według spisu ludności z 2011 roku | Struktura narodowości w Chorwacji według spisu ludności z 2011 roku | Struktura narodowości w Chorwacji według spisu ludności z 2011 roku |
| Narodowość                                                          | Liczba                                                              | Procentowo                                                          |
| ------------------------------------------------------------------- | ------------------------------------------------------------------- | ------------------------------------------------------------------- |
| Chorwaci                                                            | 3 874 321                                                           | 90,42%                                                              |
| Serbowie                                                            | 186 633                                                             | 4,36%                                                               |
| Boszniacy                                                           | 31 479                                                              | 0,73%                                                               |
| Włosi                                                               | 17 807                                                              | 0,42%                                                               |
| Albańczycy                                                          | 17 513                                                              | 0,41%                                                               |
| Romowie                                                             | 16 975                                                              | 0,40%                                                               |
| Węgrzy                                                              | 14 048                                                              | 0,33%                                                               |
| Słoweńcy                                                            | 10 517                                                              | 0,25%                                                               |
| Czesi                                                               | 9641                                                                | 0,22%                                                               |
| Słowacy                                                             | 4753                                                                | 0,11%                                                               |
| Czarnogórcy                                                         | 4517                                                                | 0,11%                                                               |
| Macedończycy                                                        | 4138                                                                | 0,10%                                                               |
| Niemcy                                                              | 2965                                                                | 0,07%                                                               |
| Rusini                                                              | 1936                                                                | 0,05%                                                               |
| Ukraińcy                                                            | 1878                                                                | 0,04%                                                               |
| Rosjanie                                                            | 1279                                                                | 0,03%                                                               |
| Żydzi                                                               | 509                                                                 | 0,01%                                                               |
| Rumuni                                                              | 435                                                                 | 0,01%                                                               |
| Turcy                                                               | 367                                                                 | 0,01%                                                               |
| Bułgarzy                                                            | 350                                                                 | 0,01%                                                               |
| Austriacy                                                           | 297                                                                 | 0,01%                                                               |
| Wołosi                                                              | 29                                                                  | 0,00%                                                               |
| mniejszości regionalne                                              | 27 225                                                              | 0,64%                                                               |
| inna narodowość                                                     | 18 234                                                              | 0,43%                                                               |
| nieokreślona                                                        | 27 494                                                              | 0,64%                                                               |
| brak danych                                                         | 8877                                                                | 0,21%                                                               |

Główne skupiska mniejszości narodowych znajdują się w następujących regionach:
- Albańczycy – Zagrzeb, Istria;
- Bośniacy – Zagrzeb, Istria, Primorje;
- Czesi – zachodnia Slawonia (miasta Daruvar i Grubišno Polje oraz gmina Končanica), Moslavina (miasta Pakrac, Lipik);
- Niemcy i Austriacy – Osijek, Zagrzeb
- Polacy – Zagrzeb, Rijeka
- Rusini – wschodnia Slawonia;
- Serbowie – Slawonia (zwłaszcza wschodnia), Kordun, Banovina, Zagrzeb, Rijeka;
- Słowacy – wschodnia i środkowa Slawonia (miasta Ilok i Našice);
- Słoweńcy – Zagrzeb, Primorje, Istria;
- Ukraińcy – Zagrzeb, żupania sisacko-moslawińska, żupania brodzko-posawska, żupania vukowarsko-srijemska;
- Węgrzy – Baranja;
- Włosi – zachodnia i południowa Istria, Rijeka, Cres, Lošinj, Moslavina.

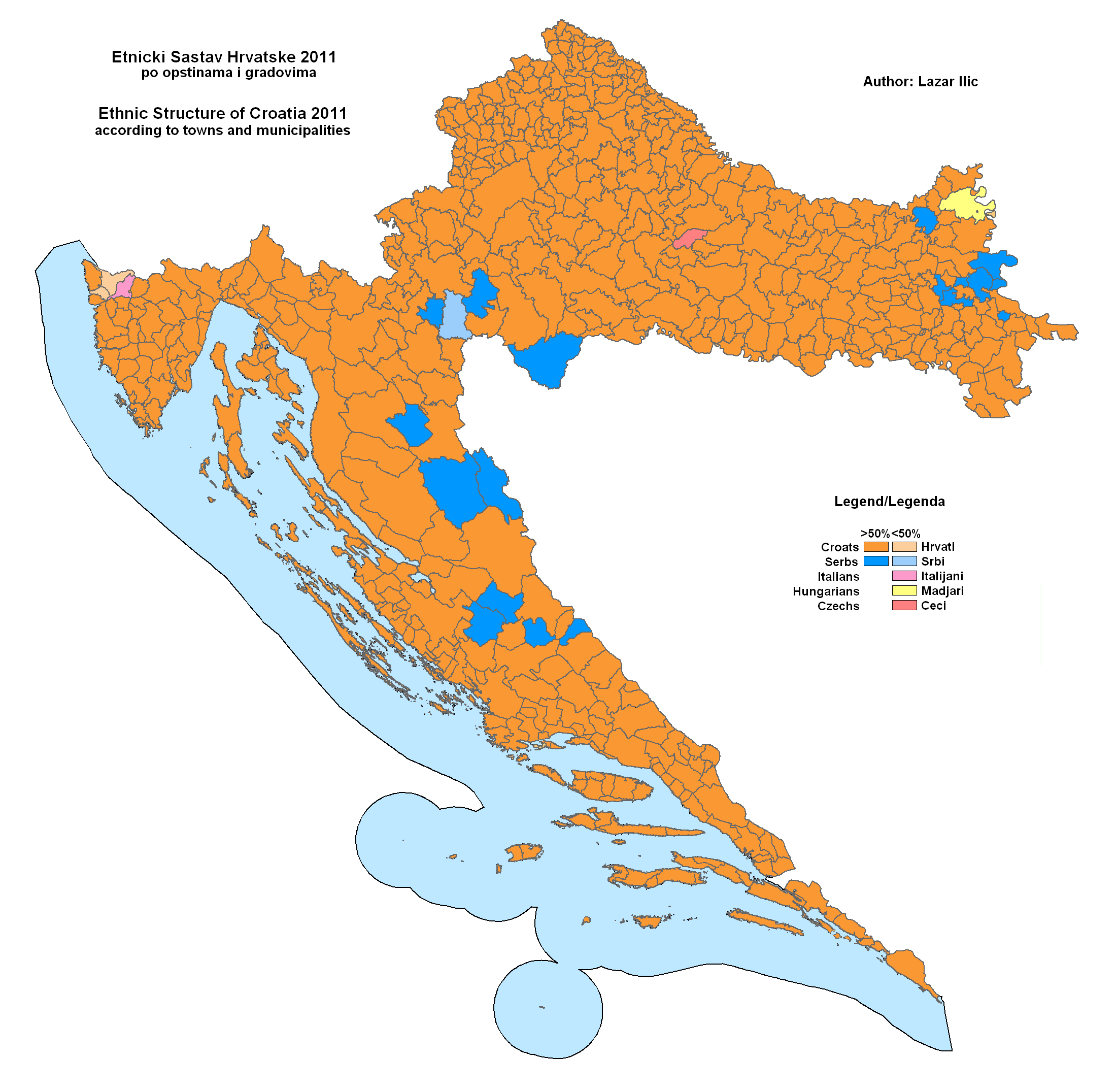
Struktura etniczna (2011)
Chorwaci
Serbowie
Włosi
Węgrzy
Czesi

     Chorwaci
     Serbowie
     Włosi
     Węgrzy
     Czesi

### Język
W tym samym spisie przy pytaniu o język ojczysty uzyskano następujące rezultaty:
1. chorwacki – 95,60%,
2. serbski – 1,23%,
3. włoski – 0,43%,
4. albański – 0,40%,
5. bośniacki – 0,39%
6. romski – 0,34%
7. węgierski – 0,24%,
8. słoweński – 0,22%,
9. serbsko-chorwacki – 0,18%
10. czeski – 0,15%
11. inny – 0,60%,
12. brak danych – 0,22%.

Językiem urzędowym państwa jest język chorwacki, jednak w gminach (općina) zamieszkanych co najmniej w 1/3 przez mniejszości, językami urzędowymi są również języki tych mniejszości. Obecnie status taki mają język serbski w 21 gminach, język węgierski w dwóch gminach, język włoski w dwóch gminach, język czeski w jednej gminie i język słowacki w jednej gminie:

### Religia

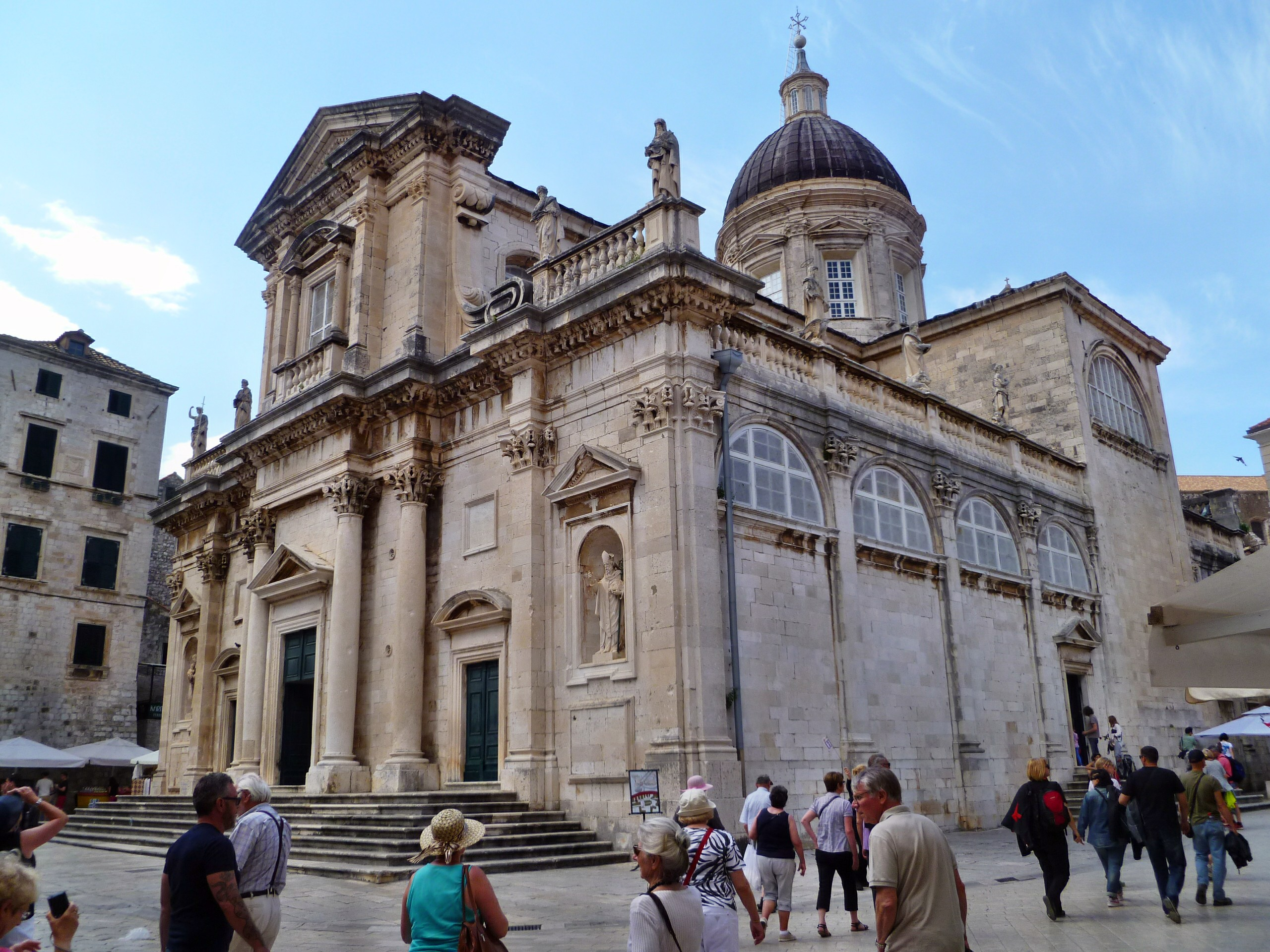
Katedra Wniebowzięcia Najświętszej Marii Panny w Dubrowniku

Natomiast, jeśli chodzi o wyznania, wyniki spisu były następujące:
1. katolicy – 87,2%,

1. prawosławni – 5,59%,
2. muzułmanie – 3%,
3. protestanci – 1,13%, gł. luteranie, zielonoświątkowcy i kalwini
4. Świadkowie Jehowy – 0,12%,

1. żydzi – 0,05%,
2. pozostali – głównie ateiści

### Największe miasta
| Miasta w Chorwacji powyżej 50 tys. mieszkańców | Miasta w Chorwacji powyżej 50 tys. mieszkańców | Miasta w Chorwacji powyżej 50 tys. mieszkańców | Miasta w Chorwacji powyżej 50 tys. mieszkańców | Miasta w Chorwacji powyżej 50 tys. mieszkańców | Miasta w Chorwacji powyżej 50 tys. mieszkańców |
| Lp.                                            | Miasto                                         | Populacja                                      | Populacja                                      | Populacja                                      |                                                |
| Lp.                                            | Miasto                                         | Spis pow. z 1991                               | Spis pow. z 2001                               | Szacunek na 2005                               |                                                |
| ---------------------------------------------- | ---------------------------------------------- | ---------------------------------------------- | ---------------------------------------------- | ---------------------------------------------- | ---------------------------------------------- |
| 1.                                             | Zagrzeb                                        | 706 770                                        | 691 724                                        | 698 966                                        |                                                |
| 2.                                             | Split                                          | 189 388                                        | 188 694                                        | 189 959                                        |                                                |
| 3.                                             | Rijeka                                         | 167 964                                        | 143 800                                        | 141 172                                        |                                                |
| 4.                                             | Osijek                                         | 104 761                                        | 90 411                                         | 88 140                                         |                                                |
| 5.                                             | Zadar                                          | 76 343                                         | 69 556                                         | 71 258                                         |                                                |
| 6.                                             | Pula                                           | 62 378                                         | 58 594                                         | 59 078                                         |                                                |
| 7.                                             | Slavonski Brod                                 | 55 683                                         | 58 642                                         | 60 742                                         |                                                |

## Gospodarka
| Ekonomiczne dane statystyczne na rok 2005-2006                                     | Ekonomiczne dane statystyczne na rok 2005-2006                                                 |
| ---------------------------------------------------------------------------------- | ---------------------------------------------------------------------------------------------- |
| – PKB nominalne – na 1 mieszkańca – PKB rzeczywiste – na 1 mieszkańca – wzrost PKB | 60,26 mld $ 13 400 $ 37,42 mld $ 8323 $ 4,6%                                                   |
| waluta:                                                                            | EUR euro                                                                                       |
| udział % w PKB                                                                     | – rolnictwo 6,8% – przemysł 30,9% – usługi 62,3%                                               |
| budżet: – dochody – wydatki                                                        | 17,78 mld $ 19,06 mld $                                                                        |
| inflacja:                                                                          | 3,4%                                                                                           |
| siła robocza:                                                                      | 1 720 000 ludzi                                                                                |
| struktura zatrudnienia:                                                            | – rolnictwo 2,7% – przemysł 32,8% – usługi 64,5%                                               |
| ludność żyjąca poniżej ubóstwa:                                                    | 11%                                                                                            |
| bezrobocie:                                                                        | 17,2%                                                                                          |
| dług publiczny:                                                                    | 56,2% PKB                                                                                      |
| dług zagraniczny:                                                                  | 33,09 mld $                                                                                    |
| rezerwy złota i dewizy:                                                            | 11,07 mld $                                                                                    |
| inwestycje:                                                                        | 28,5% PKB                                                                                      |
| przemysłowe produkcyjne tempo wzrostu:                                             | 5%                                                                                             |
| elektryczność: – produkcja – konsumpcja                                            | 12,95 mld kWh 16,53 mld kWh                                                                    |
| ropa naftowa: – produkcja – konsumpcja                                             | 20 500 bb bar/d 93 000 bar/d                                                                   |
| gaz ziemny: – produkcja – konsumpcja                                               | 1,85 mld m³ 2,99 mld m³                                                                        |
| import:                                                                            | 21,79 mld $                                                                                    |
| import (najważniejsi partnerzy)                                                    | Włochy: 15,9% Niemcy: 14,9% Rosja: 9,1% Słowenia: 6,8% Austria: 5,8% Chiny: 4,7% Francja: 4,2% |
| eksport:                                                                           | 11,17 mld $                                                                                    |
| eksport (najważniejsi partnerzy)                                                   | Włochy: 21,8% Bośnia i Hercegowina: 14,7% Niemcy: 10,7% Słowenia: 8,1% Austria: 7,3%           |

Gospodarka Chorwacji bazuje przede wszystkim na usługach oraz w mniejszym stopniu na przemyśle lekkim. W okresie letnim również turystyka staje się znaczącym źródłem przychodów państwa. Szacowany dochód PKB na jednego mieszkańca z zachowaniem parytetu siły nabywczej w 2006 roku wyniósł 13 400 $, co stanowiło ok. 50% średniego dochodu w Unii Europejskiej, w tym samym roku.
Chorwacja jest krajem post-socjalistycznym, przed rozpadem Jugosławii była drugą, po Słowenii, republiką pod względem rozwoju gospodarczego i poziomu życia mieszkańców. W późnych latach 80. rozpoczął się proces ekonomicznej transformacji i przestawienia gospodarki centralnie planowanej na wolnorynkową. Na początku procesu transformacji pozycja gospodarki chorwackiej, ze względu na jej wysoki poziom w stosunku do innych państw post-komunistycznych, była uprzywilejowana. Gospodarka kraju poważnie ucierpiała na skutek likwidacji przemysłu ciężkiego i znacznych zniszczeń wojennych, poważnym problemem była również utrata wolnego dostępu do rynków państw byłej Jugosławii.

### Rolnictwo
Rolnictwo chorwackie jest stosunkowo dobrze rozwinięte, znajduje w nim zatrudnienie 2,7% ludności zawodowo czynnej, wytwarzając aż 8,2% krajowego PKB. Prawie 57% terytorium Chorwacji zajmują grunty orne, łąki i pastwiska. Daje to przeciętny wskaźnik 0,67 ha użytków rolnych na 1 mieszkańca. Najlepsze warunki dla rozwoju rolnictwa posiada Sławonia oraz Chorwacja właściwa. Produkuje się tam głównie pszenicę, kukurydzę, buraki cukrowe, słonecznik, len, konopie, tytoń, a także drzewa owocowe (śliwa). Prawie w całej Chorwacji popularna jest uprawa winorośli, przy czym najwyżej cenione są wina dalmackie. W Dalmacji i Istrii rozwija się również uprawa oliwek, figowców i drzew cytrusowych. Na obszarach nizinnych hoduje się bydło, trzodę chlewną i drób, w Górach Dynarskich także owce, kozy, osły i muły. Na wybrzeżu rozwija się rybołówstwo i przetwórstwo rybne (głównie sardynki i tuńczyki), u wybrzeży Półwyspu Istria prowadzi się hodowlę ostryg. Poważne znaczenie gospodarcze ma eksploatacja lasów, które zajmują ponad 1/3 powierzchni kraju.

### Przemysł
Główną rolę w gospodarce Chorwacji odgrywa przemysł przetwórczy o zróżnicowanej strukturze gałęziowej, do najważniejszych gałęzi należą: hutnictwo żelaza (huta w Sisaku) i aluminium (huty w Lozovacu i Razine), przemysł stoczniowy (skupiony w dużych portach morskich jak Rijeka, Split i Pula), oraz chemiczny i petrochemiczny (włókna sztuczne, farmaceutyki, nawozy sztuczne, środki czystości i kosmetyki), skupiony w miastach Sisak, Osijek i Split. Duże znaczenie ma także przemysł maszynowy (m.in. fabryki obrabiarek w Zagrzebiu, maszyn rolniczych w Osijeku i urządzeń energetycznych w Karlovacu), elektrotechniczny, cementowy (Split, płw. Istria). Przemysł włókienniczy (tekstylny i odzieżowy), skórzany i obuwniczy, ulokowany w centralnej części kraju, w Karlovacu, Zagrzebiu i Osijeku, a także w porcie Zadar. Przemysł spożywczy, głównie winiarski, mięsny oraz przetwórstwa owocowo-warzywnego. W Zagrzebiu ponadto skupia się przemysł poligraficzny, elektroniczny i farmaceutyczny. Niezwykle istotne dla gospodarki chorwackiej jest wybrzeże Dalmacji. Rijeka odgrywa znaczącą rolę jako port tranzytowy dla towarów z Austrii i Węgier, zyskała również poważne znaczenie w świecie jako stocznia. Split, duży port morski, a także centrum produkcji tworzyw sztucznych.
Produkcja energii elektrycznej jest w znacznym stopniu oparta na wyzyskiwaniu hydroenergetycznych zasobów rzek górskich (m.in. kaskadowe hydroelektrownie na rzekach Cetina i Krka). W latach 70. wybudowano we współpracy ze Słowenią elektrownię atomową w Kršku, znajdującą się na terytorium Słowenii, około 20 km od granicy.
Kraj posiada niewielkie własne zasoby surowcowe, stosunkowo duże pokłady boksytów (duże pokłady boksytów występujące na półwyspie Istria i w Dalmacji dały podstawę rozwoju hutnictwa aluminium z centrum w Szybeniku), mniejsze miedzi, węgla brunatnego oraz złoża ropy naftowej i gazu ziemnego, nadto nieznaczne złoża manganu, cynku i ołowiu, azbestu oraz węgla kamiennego. Złoża ropy naftowej i gazu ziemnego odkryte w 1960 roku w pełni zaspokajają wewnętrzne potrzeby kraju, czyniąc Chorwację samowystarczalną pod względem energetycznym.

### Turystyka

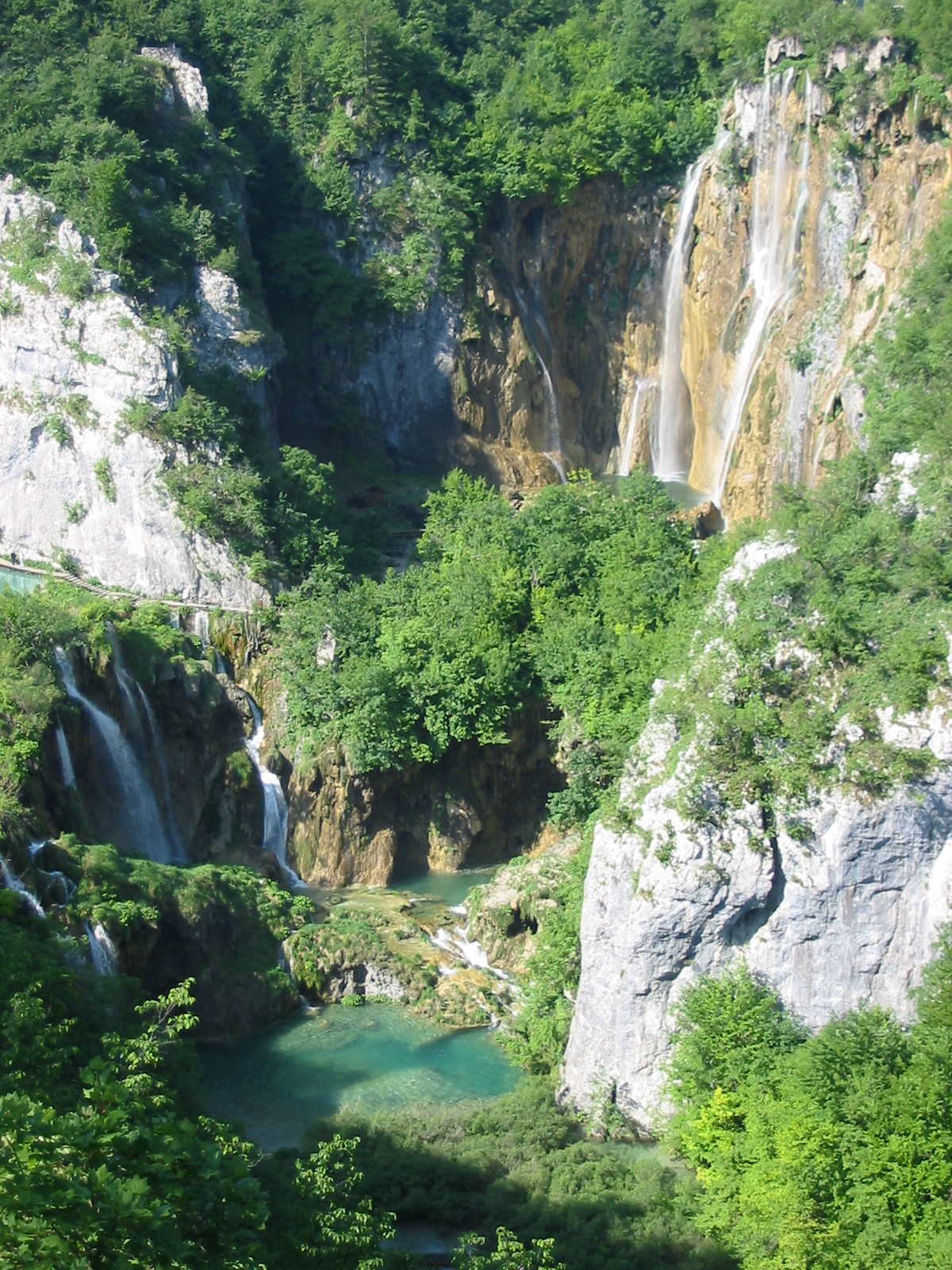
Jeziora Plitvickie

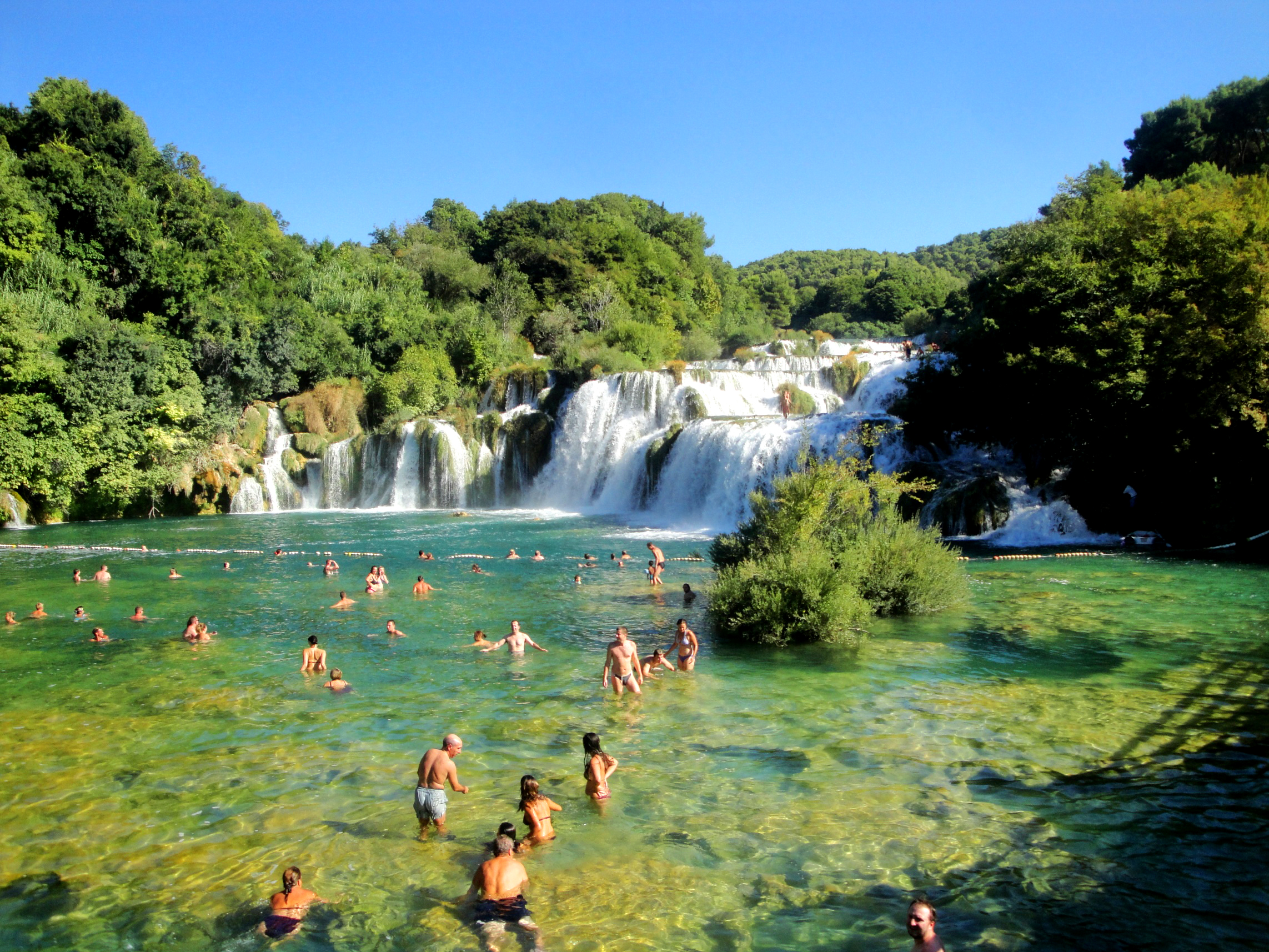
Park Narodowy Krka

Do 1990 roku, kiedy to rozpadła się Jugosławia, ten dział gospodarki przynosił największą część dewizowych dochodów państwa. Turystyka skupiała się głównie na wybrzeżu dalmatyńskim i w Istrii, znajdowały się tam liczne uzdrowiska i kąpieliska morskie. Wewnątrz kraju ruch turystyczny był relatywnie niewielki. Konflikty zbrojne związane z rozpadem Jugosławii znacznie ograniczyły ruch turystyczny. Wojna domowa zdewastowała dużą część infrastruktury turystycznej, także zabytkowe miasta jak Pula, Split czy Dubrownik, pełne atrakcji turystycznych, uległy poważnym zniszczeniom. Od 1997 roku przemysł turystyczny jest powoli odbudowywany, a sama Chorwacja staje się coraz bardziej popularnym celem przyjazdów wśród turystów odwiedzających zabytkowe miejscowości.
Głównym celem przyjazdu turystów do Chorwacji jest wybrzeże Adriatyku i tutejsze nadmorskie kurorty. Wysoki sezon trwa tu od połowy czerwca do połowy września, chociaż pierwsi turyści przyjeżdżają już z początkiem maja. Miasta położone w głębi lądu – mimo iż często także są urokliwe – cieszą się niewielkim zainteresowaniem ze strony turystów. W nadmorskich miejscowościach dominują plaże żwirowe lub kamieniste. Popularne są także tzw. betonowe plaże, gdzie do morza schodzi się po drabinkach. W całej Chorwacji znajduje się zaledwie kilkanaście plaż piaszczystych. Kamieniste wybrzeże sprzyja czystości wody. Adriatyk ma tutaj wyjątkowo przejrzysty, turkusowy kolor. Plaże w miastach i wakacyjnych kurortach są zazwyczaj dobrze zagospodarowane i utrzymane w czystości. Popularnością cieszą się także urokliwe, nadmorskie zatoczki znajdujące się poza popularnymi kurortami.
Od lat sześćdziesiątych XX wieku Chorwacja jest popularnym celem wakacyjnych wyjazdów wśród naturystów. Pół wieku temu przyjeżdżało tu około 100 000 naturystów rocznie. W 2014 r. liczba ta sięgnęła 300 000. Chorwacja – wraz z Hiszpanią – szczyci się faktem, że posiada najwięcej w świecie plaż i kempingów naturystycznych. Tego typu obiekty zlokalizowane są głównie w regionie Istria, chociaż w dużej części nadmorskich kurortów wydzielono oficjalne plaże naturystyczne.
Obecnie turystyka jest znów ważnym i dochodowym działem gospodarki. Obywatele Unii Europejskiej mogą przekroczyć granicę i przebywać na terenie kraju do 90 dni bez posiadania paszportu, legitymując się jedynie dowodem osobistym. W 2016 roku kraj ten odwiedziło 13,809 mln turystów (8,9% więcej niż w roku poprzednim), generując dla niego przychody na poziomie 9,634 mld dolarów.

## Kultura

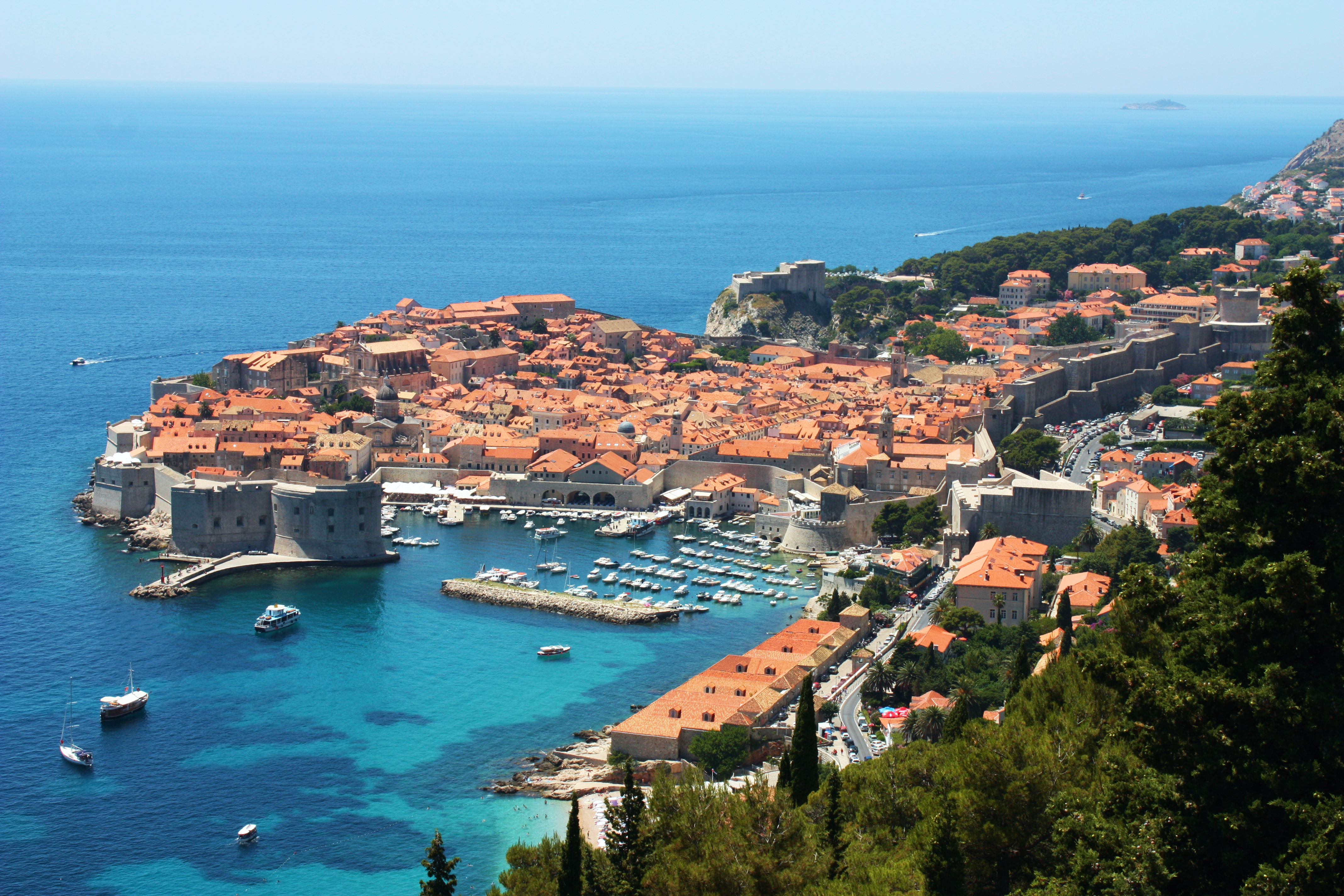
Stare Miasto w Dubrowniku

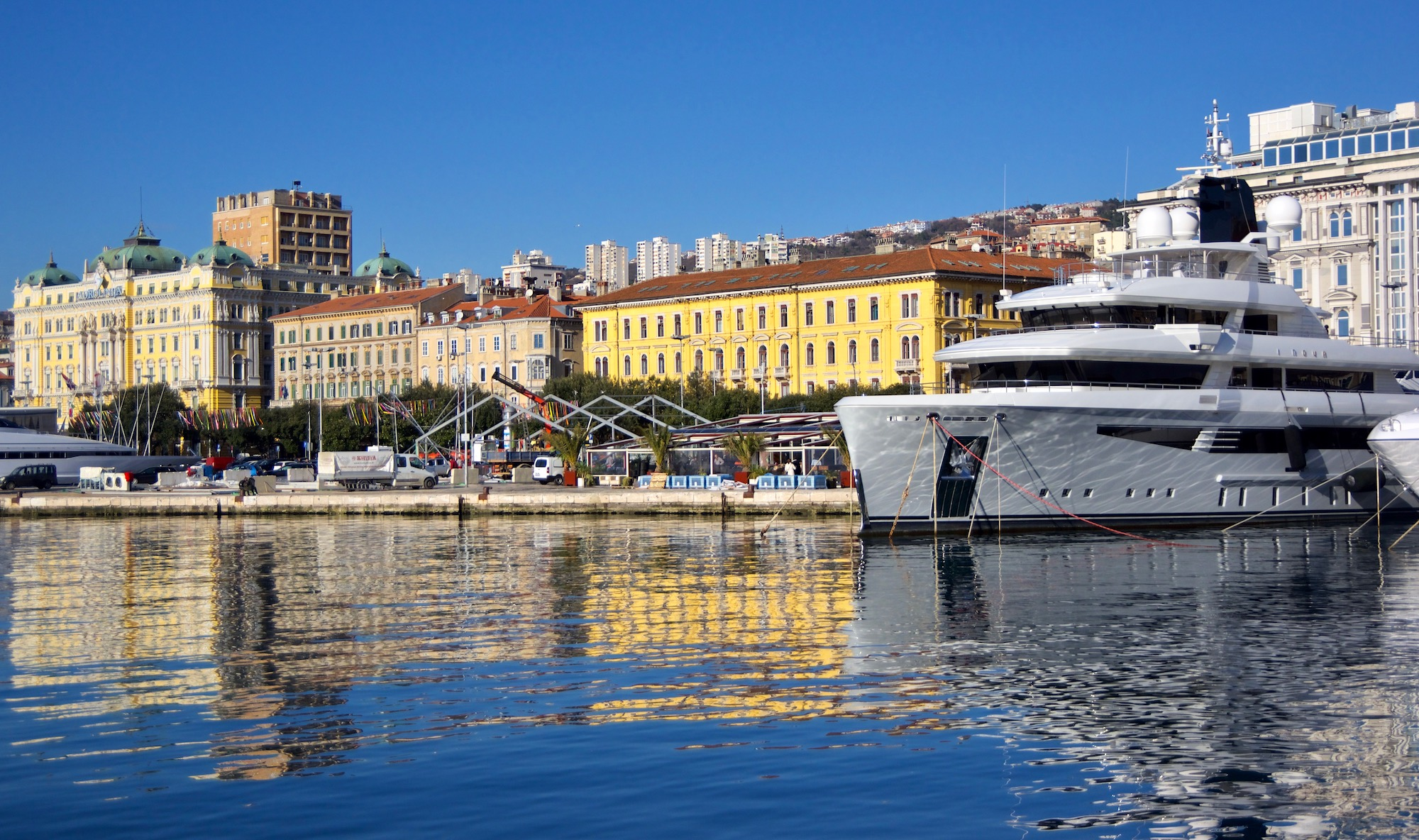
Rijeka

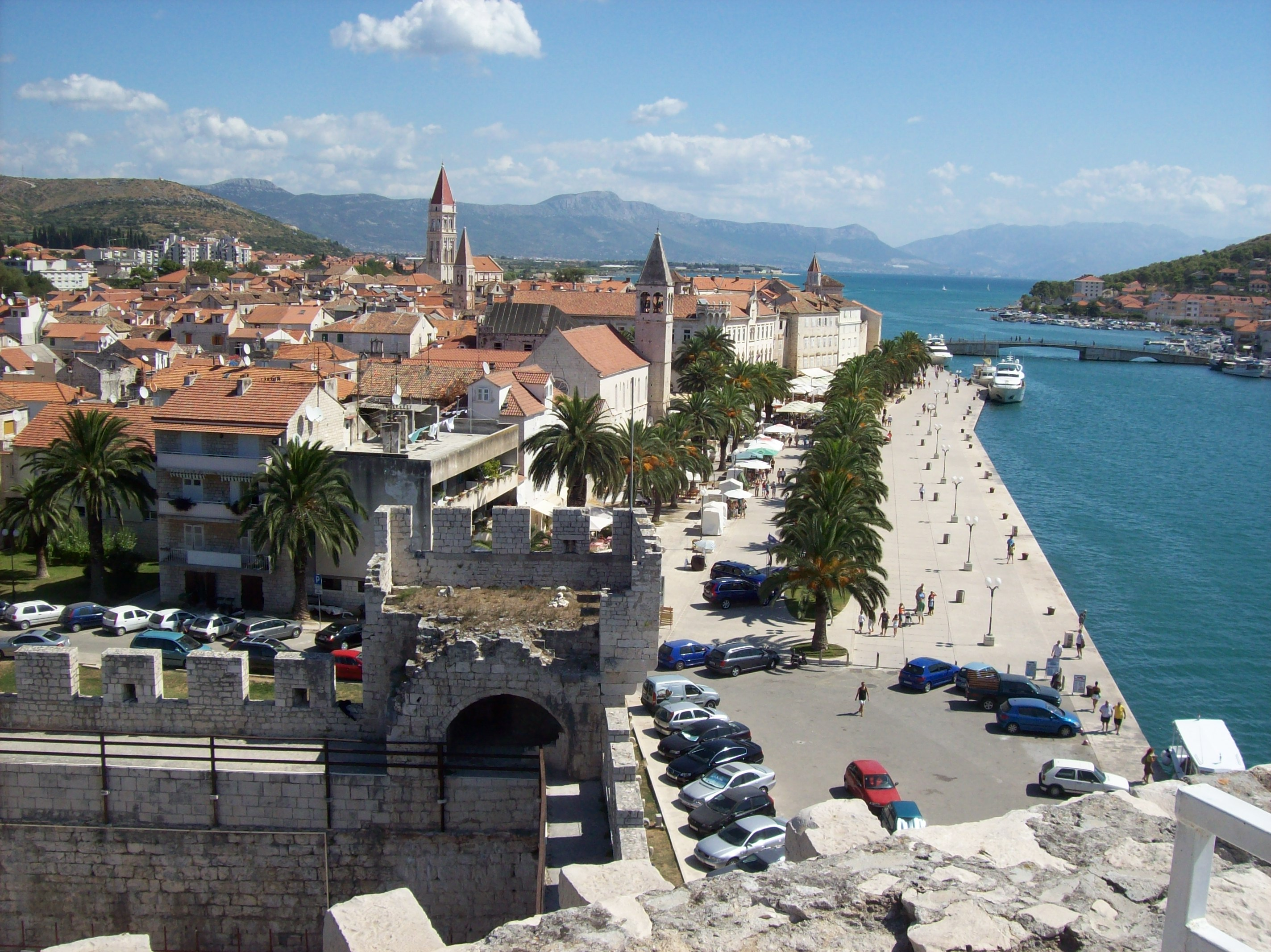
Trogir

W Chorwacji swój wpływ zaznaczają kultury zachodnioeuropejska, śródziemnomorska oraz słowiańska. Niewątpliwe piętno na zwyczajach panujących w tym kraju odcisnęły lata podporządkowania europejskim mocarstwom. Północna część Chorwacji jest bardzo zbliżona pod względem kulturowym do Polski oraz innych krajów Europy Środkowej. W części nadmorskiej swe wyraźne wpływy wywiera kultura śródziemnomorska. Tradycyjnie więc po południu przychodzi czas na sjestę, a życie zaczyna się wieczorem.

### Język
Osobne artykuły: Język chorwacki, Językserbsko-chorwacki

### Film
Osobny artykuł: Kinematografia chorwacka

### Architektura
W Chorwacji można znaleźć obiekty związane z antyczną cywilizacją rzymską takie jak: Pałac Dioklecjana, ruiny rzymskie w Zadarze, ruiny starożytnego miasta Salony czy też miasto Pula, w którym znajdziemy: Forum, świątynie Augusta i Romy oraz amfiteatr. Później pojawiła się także architektura związana z Bizancjum, czego przykładem jest Bazylika Świętego Eufrazjana w Porecu.
Kolejnym okresem w Chorwacji są wieki ciemne, gdy dominowała architektura przedromańska. Zachowanymi do naszych czasów przykładami są: kościół św. Krzyża w Ninie, kościół Świętego Donata w Zadarze, kościół Świętej Trójcy w Splicie, kościół Świętego Dunata na wyspie Krk, oraz kościół Chrystusa Zbawiciela w Cetinie.

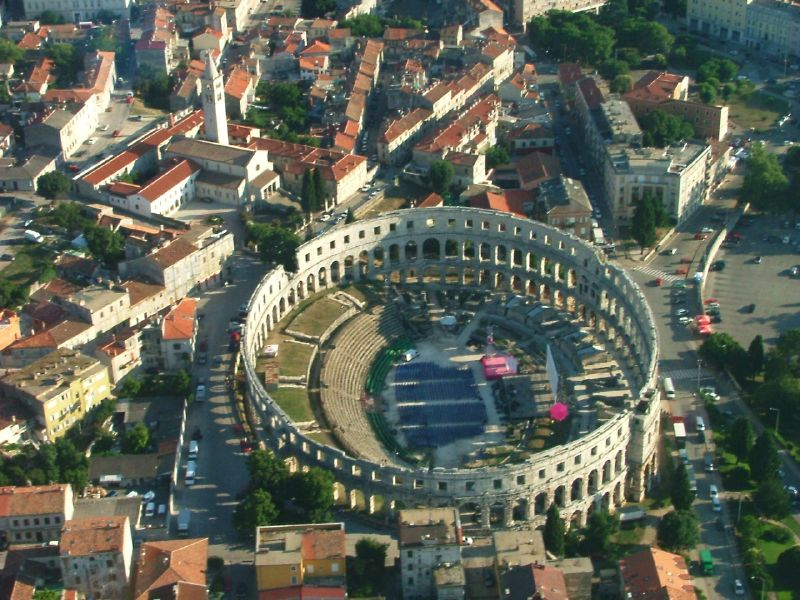
Pula

W XII wieku Chorwacja wpadła w zależność od Węgier oraz Wenecji. Początek tego okresu to czasy architektury romańskiej, reprezentowanej przez: katedrę Świętej Anastazji w Zadarze, katedrę w Splicie, katedrę Wniebowzięcia Najświętszej Maryi Panny w Rab. Następnie zaczął pojawiać się gotyk, początkowo powstawały budowle romańsko-gotyckie, takie jak: katedra Świętego Wawrzyńca w Trogirze oraz kościół Franciszkanów w Puli. W Dalmacji pojawił się specyficzny rodzaj sztuki gotyckiej: gotyk wenecki, jest on reprezentowany przez Pałac Rektora i Pałac Sponza w Dubrowniku czy też Pałac Ćipiko w Trogirze. Wpływy kultury węgierskiej można znaleźć w Zagrzebiu w katedrze Wniebowzięcia Najświętszej Marii Panny oraz kościele Świętego Marka.
Kolejnym stylem architektonicznym jaki pojawił się w Chorwacji jest renesans. Stworzono wtedy katedrę w Szybeniku czy też Kaplicę św. Jana Trogirskiego.

### Obiekty Unesco
W Chorwacji znajdują się następujące obiekty wpisane na listę światowego dziedzictwa UNESCO:
- Zespół bazylikalny Eufrazjana na Starym Mieście w Poreču,
- Pałac Dioklecjana w Splicie,
- Stare Miasto w Trogirze, wraz z Katedrą Trogirską,
- Katedra św. Jakuba w Szybeniku,
- Stare Miasto w Dubrowniku,
- krajobraz kulturowy wyspy Hvar (Równina Starego Gradu),
- Park Narodowy Jeziora Plitvickie (NP Plitvička Jezera).
- Weneckie dzieła obronne z okresu XVI i XVII wieku: Forteca św. Mikołaja w Szybeniku, System obronny wraz z bramą lądową w Zadarze,

### Wydarzenia kulturalne
Wydarzenia kulturalne w Chorwacji:
- Letni Festiwal w Dubrowniku (Dubrovačke ljetne igre)
- Splickie Lato (Splitsko Ljeto)
- Letni festiwal w Zagrzebiu (Zagrebački Ljetni Festival)
- Międzynarodowy Festiwal Dziecięcy w Szybeniku (Međunarodni Dječji Festival)
- Wieczory Muzyczne w kościele św. Donata w Zadarze (Muzički Večeri u sv. Donata)
- Festiwal Filmowy w Puli (Filmski Festival Pula)
- Muzyczne i Kulturalne Lato na Istrii
- Lato na wyspie Krk
- Vinkovačka Jesen
- Wieczory Barokowe w Varaždinie (Barokni Večeri)
- Karnawał w Rijece
- Lost Theory Festival (festiwal muzyki psychedelic trance)

### Święta
Poniższa tabela przedstawia listę oficjalnych świąt oraz dni wolnych od pracy w Chorwacji przyjętych przez Zgromadzenie Chorwackie 18 listopada 2002 roku.
| Data            | Nazwa święta                          | Nazwa chorwacka                      |
| --------------- | ------------------------------------- | ------------------------------------ |
| 1 stycznia      | Nowy Rok                              | Nova godina                          |
| 6 stycznia      | Święto Trzech Króli                   | Bogojavljanje ili Sveta tri kralja   |
| święto ruchome  | Poniedziałek Wielkanocny              | Uskrsni ponedjeljak                  |
| święto ruchome  | Boże Ciało                            | Tijelovo                             |
| 1 maja          | Święto Pracy                          | Praznik rada                         |
| 22 czerwca      | Dzień Antyfaszystowskiego Ruchu Oporu | Dan antifašističke borbe             |
| 25 czerwca      | Dzień Państwowości                    | Dan državnosti                       |
| 5 sierpnia      | Dzień Zwycięstwa i Dumy Państwowej    | Dan pobjede i domovinske zahvalnosti |
| 15 sierpnia     | Dzień Wniebowzięcia NMP               | Velika Gospa                         |
| 8 października  | Święto Niepodległości                 | Dan neovisnosti                      |
| 1 listopada     | Wszystkich Świętych                   | Svi sveti                            |
| 25 i 26 grudnia | Boże Narodzenie                       | Božićni blagdani                     |

## Krainy historyczne w Chorwacji

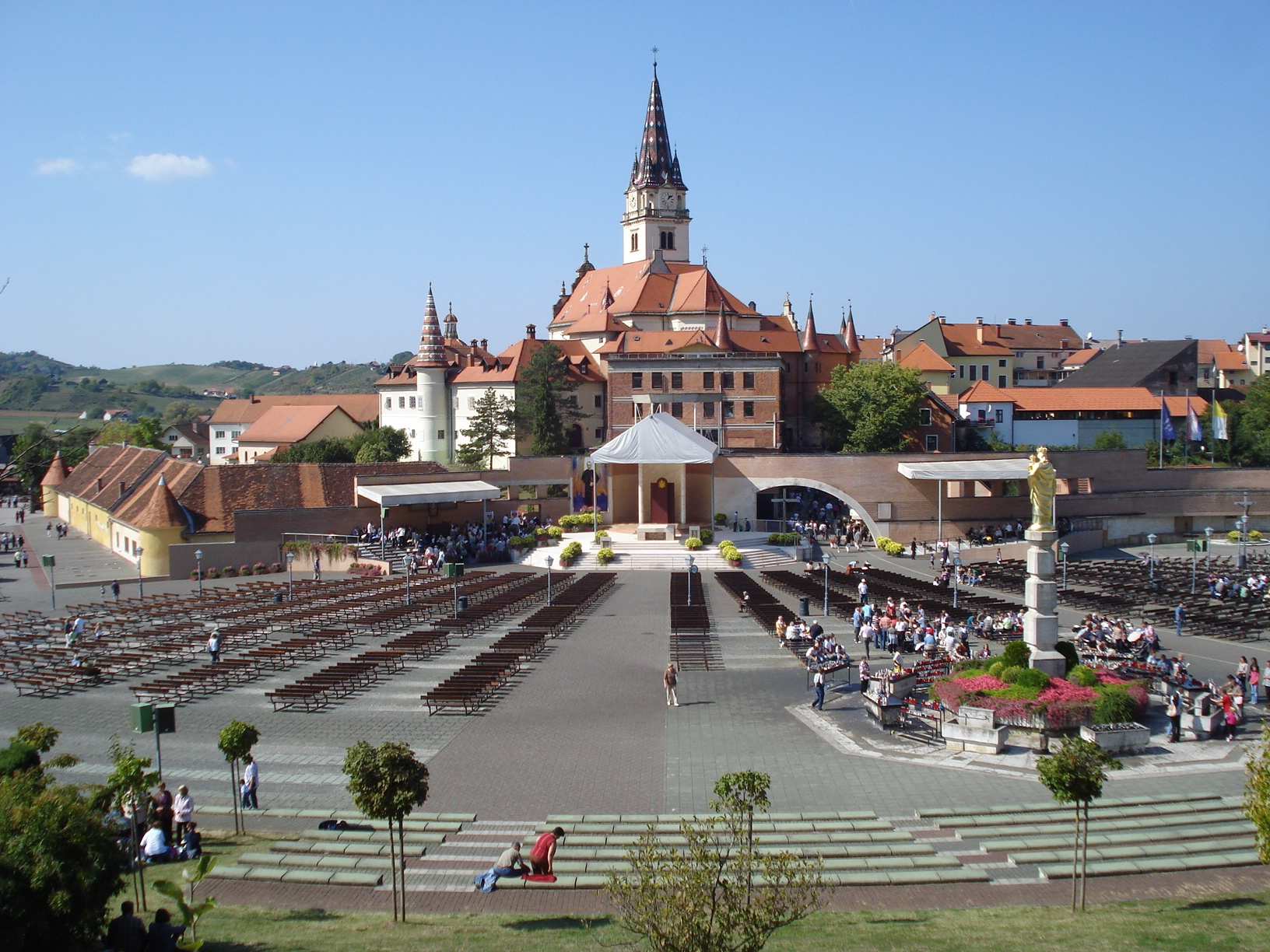
Hrvatsko zagorje

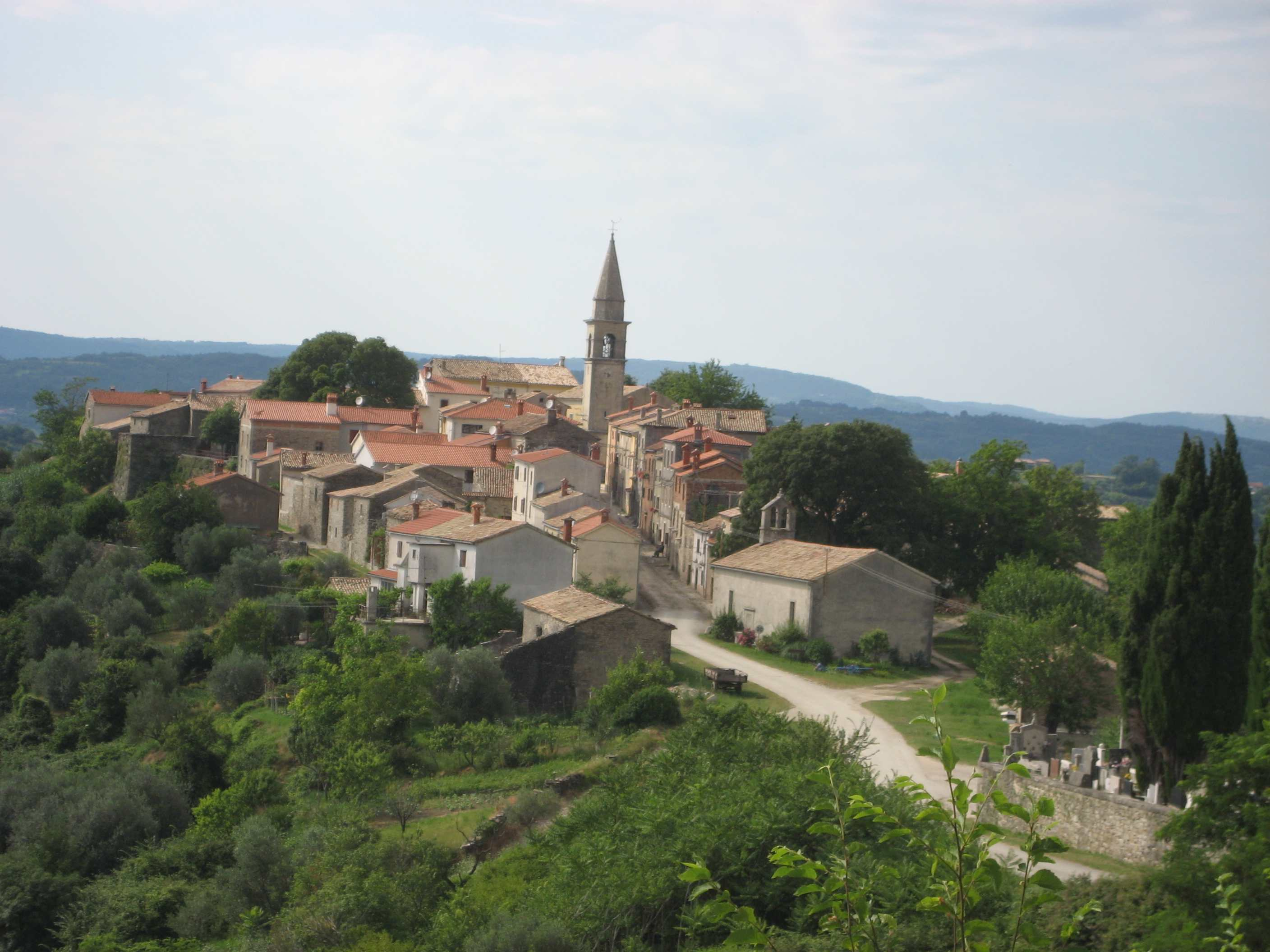
Istria

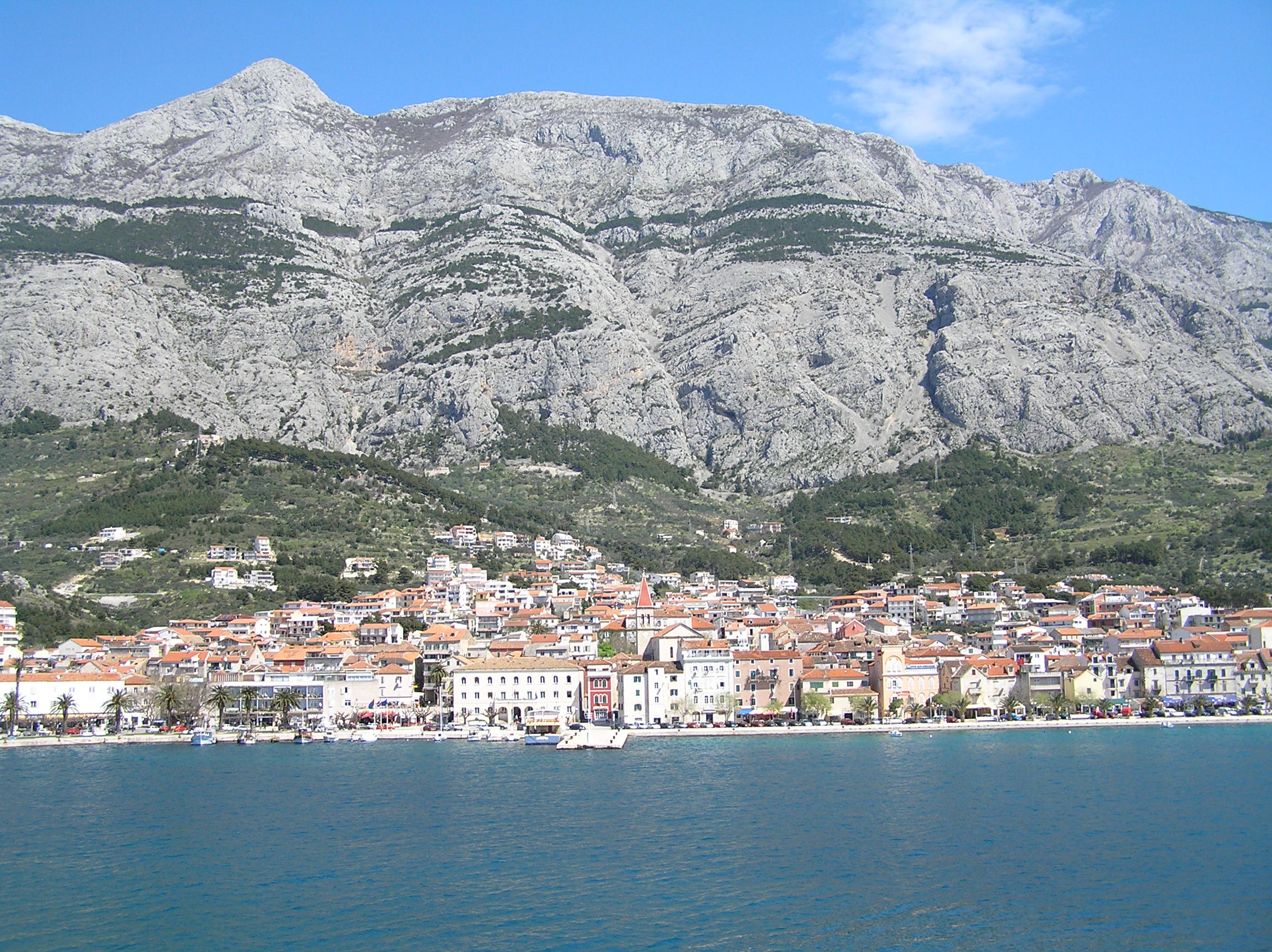
Dalmacja

- północne:
  - Međimurje
  - Hrvatsko zagorje
  - Prigorje
- środkowe:
  - Kordun
  - Banovina
  - Žumberačko gorje
- zachodnie:
  - Istria
  - Kvarner
  - Kvarnerić
  - Gorski kotar
- południowe:
  - Lika
  - Dalmacja
- wschodnie:
  - Moslavina
  - Slawonia
  - Baranja
  - Srijem

## Sport

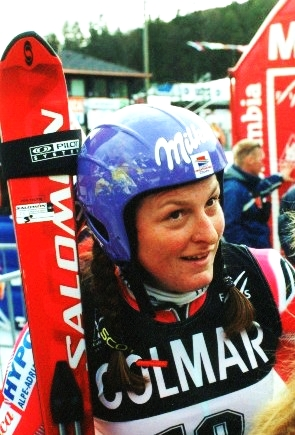
Janica Kostelić – zdobywczyni największej liczby medali olimpijskich dla Chorwacji

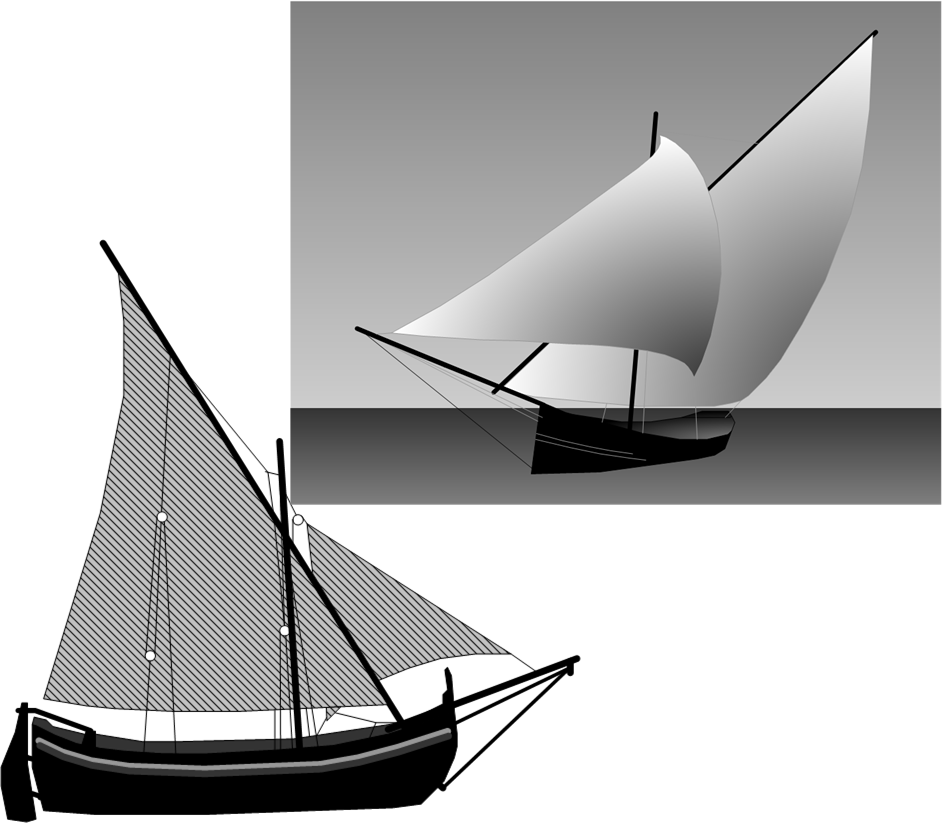
Szkic łodzi o nazwie falkuša

Liczba osób czynnie uprawiających sport w Chorwacji przekracza 400 tysięcy. Niespełna 323 tysiące z nich (prawie 269 tysięcy mężczyzn i ponad 54 tysiące kobiet) jest członkami chorwackich związków sportowych, a prawie 24 tysiące bierze udział w oficjalnych międzynarodowych zawodach sportowych. Najpopularniejszą dyscypliną sportu jest piłka nożna – w Chorwackim Związku Piłki Nożnej zarejestrowanych jest ponad 118 tysięcy zawodników, co czyni go największym spośród wszystkich związków sportowych w Chorwacji. Do popularnych dyscyplin sportowych w tym kraju należą także piłka ręczna, koszykówka, tenis, narciarstwo alpejskie oraz lekkoatletyka, a także piłka wodna i kręgle.
Najstarsze zachowane informacje o zawodach sportowych na terenie dzisiejszej Chorwacji pochodzą z XVI wieku. Dotyczą one regat tradycyjnych chorwackich łodzi o nazwie falkuša, które w 1593 roku w liczbie 73 ścigały się na trasie z Komižy do Palagružy, będąc tym samym najstarszymi wyścigami drewnianych łodzi na świecie. Sport na terenie dzisiejszej Chorwacji zaczął się rozwijać od początku XX wieku. Mimo tego, iż Chorwacja nie była wówczas niepodległym państwem, w 1909 roku powstała Chorwacka Unia Sportowa. 2 lata wcześniej swój pierwszy mecz rozegrała reprezentacja Chorwacji w piłce nożnej. W kolejnych latach Chorwaci zaczęli odnosić pierwsze sukcesy międzynarodowe, reprezentując jednak barwy innych krajów. Chorwaci do czasu uzyskania niepodległości brali także udział w igrzyskach olimpijskich. Startowali w nich jednak jako reprezentanci Królestwa Serbów, Chorwatów i Słoweńców, a później Jugosławii, a zgodnie z przepisami Międzynarodowego Komitetu Olimpijskiego spadkobiercą ich rezultatów jest Serbia. W sumie do momentu uzyskania niepodległości chorwaccy sportowcy zdobyli 45 medali olimpijskich, w tym 15 złotych.
Nieco ponad miesiąc po ogłoszeniu przez Chorwację niepodległości, 10 września 1991 roku, powstał Chorwacki Komitet Olimpijski oraz 29 chorwackich związków sportowych. 2 dni po uznaniu tego kraju przez Wspólnotę Europejską za w pełni niepodległe i suwerenne państwo, 17 stycznia 1992 roku, Chorwacki Komitet Olimpijski został oficjalnie członkiem Międzynarodowego Komitetu Olimpijskiego, który zaprosił Chorwatów do udziału w Zimowych Igrzyskach Olimpijskich w 1992 roku, odbywających się w Albertville i Letnich Igrzyskach Olimpijskich w 1992 roku, odbywających się w Barcelonie. Pierwsze olimpijskie medale Chorwacja zdobyła podczas tych drugich zawodów. Od 1992 roku kraj ten bierze udział w każdych kolejnych igrzyskach olimpijskich. Dotychczas (sierpień 2012 roku) zdobył 21 medali letnich igrzysk (5 złotych) oraz 10 medali igrzysk zimowych (4 złote).
W 2018 roku na Mistrzostwach Świata w Rosji reprezentacja Chorwacji w piłce nożnej mężczyzn zdobyła wicemistrzostwo, a najlepszym zawodnikiem turnieju wybrany został chorwacki piłkarz Luka Modrić.